# Ngulu
Ngulu je koralni atol v Karolinskem otočju, ki spada pod Federativne države Mikronezije. Atol se razteza na površini 36 km krat 22 km, sestavljen je iz 18 koralnih grebenov, sredi katerih je laguna s površino 382 kvadratnih kilometrov. Večina otokov je potopljenih, iz vode jih gleda le devet, ti skupaj tvorijo površino 0.4 km². Ngulu se nahaja 104 km jugozahodno od otoka Yap, tako da atol predstavlja najbolj zahodi konec države Mironezije. Leta 2000 je na otoku živelo 26 ljudi.
Po prihodu Evropejcev, je otok postal španska last. Leta 1899 so Španci otok prodali Nemčiji. Ta je ostal v njihovi lasti vse do začetka prve svetovne vojne, ko so otok zasedli Japonci. Med drugo svetovno vojno so otok zasedli Američani, po vojni pa je otok prišel pod zaščito združenih narodov. Od leta 1979 je otok del Federativne države Mikronezije. 